# Martin Cooper
Martin Cooper (Chicago, 26 de dezembro de 1928) é um engenheiro eletrotécnico e designer norte-americano, considerado o "pai" do telefone celular(pt-BR) ou telemóvel(pt-PT?) - distinto do telefone veicular. Inspirado no seriado de TV Jornada nas Estrelas.
 
Cooper é o CEO e fundador da ArrayComm, empresa que atua na pesquisa tecnológica da antena inteligente e no aperfeiçoamento de redes  wireless. Foi também diretor de Pesquisa e Desenvolvimento da Motorola.
No meio da Sexta Avenida, no dia 03 de abril de 1973, em Nova Iorque, antes de entrar na coletiva de imprensa que faria o anúncio do primeiro celular, Cooper fez a chamada histórica usando o aparelho Motorola DynaTAC – um equipamento "móvel" que pesava quase 2,5 kg e tinha bateria com autonomia para apenas 20 minutos de chamada de voz.
Muitos anos depois, Cooper comentaria: "O primeiro modelo de telefone celular pesava praticamente um quilo e você só podia falar 20 minutos nele antes que a bateria se esgotasse. Mas era tempo suficiente, porque você não aguentaria segurar o aparelho por mais tempo que isso".